# DJ・キャンベル
ダドリー・ジュニア・"DJ"・キャンベル（Dudley Junior "DJ" Campbell, 1981年11月12日 - ）は、イングランド・ハマースミス出身のサッカー選手。現在は無所属。ポジションはフォワード。

## 経歴
2013-14シーズン終了に伴いチャンピオンシップのブラックバーン・ローヴァーズFCを退団すると、2014年9月26日にカンファレンス・サウスのメイデンヘッド・ユナイテッドFCへ加入した。

## 所属クラブ
- チェシャム・ユナイテッドFC 2000-2001
- スティヴネイジFC 2001-2003

→  ビラリキー・タウンFC 2002 (loan)
- イェディングFC 2003-2005
- ブレントフォードFC 2005-2006
- バーミンガム・シティFC 2006-2007
- レスター・シティFC 2007-2010

→  ブラックプールFC 2009.1 (loan)
→  ダービー・カウンティFC 2009-2010 (loan)
→  ブラックプールFC 2010.1 (loan)
- ブラックプールFC 2010-2011
- クイーンズ・パーク・レンジャーズFC 2011-2013

→  イプスウィッチ・タウンFC 2012.10-2013.1 (loan)
→  ブラックバーン・ローヴァーズFC 2013.1-6 (loan)
- ブラックバーン・ローヴァーズFC 2013.7-2014

→ ミルウォールFC 2014 (loan)
- メイデンヘッド・ユナイテッドFC 2014-2015

## タイトル
イェディング
- イスミアンリーグ・ディヴィジョン1ノース : 2002-03
- イスミアンリーグ・プレミアディヴィジョン : 2003-04